# Ipomoea noemana
Espèce
Ipomoea noemana est une espèce de plantes à fleurs de la famille des Convolvulaceae, endémique du Pérou.
Elle fait partie des 10 espèces sélectionnées par les botanistes des jardins botaniques royaux de Kew parmi les espèces décrites en 2020.

## Étymologie
L’épithète spécifique noemana  rend hommage à Noema Cano Flores, philanthrope qui a contribué financièrement à l’étude de la diversité des plantes sur les pentes orientales de la région d'Áncash.

## Description
Les fleurs sont de couleur rose, et la plante produit des tubercules violets de 10 cm de diamètre.

## Répartition
Ipomoea noemana est endémique du Pérou. Le type nomenclatural a été collecté dans le département d’Áncash.

## Habitat
Ipomoea noemana pousse au milieu des cactus à 2 300 m d’altitude.

## Utilisation alimentaire
Les tubercules peuvent être consommés crus,.
Bien que sa description scientifique n’ait été faite qu’en 2020, cette plante était connue depuis longtemps par les communautés locales des hautes Andes du Pérou sous le nom de « yura ».
Sa qualité nutritionnelle n’a pas été encore analysée, mais Ipomoea noemana pourrait avoir un potentiel en tant que nouvelle plante alimentaire.

## Publication originale
Enoc Jara, Pablo Muñoz-Rodríguez, John R. I. Wood et Hamilton Beltrán, « Ipomoea noemana (Convolvulaceae) a new species from Ancash eastern slope in Peru », Phytotaxa, vol. 461, no 4,‎ 9 octobre 2020, p. 286–294 (ISSN 1179-3163 et 1179-3155, DOI 10.11646/phytotaxa.461.4.5, lire en ligne, consulté le 18 décembre 2020)